# 愚园 (珠海)
愚园，又名竹石山房，是珠海市文物保護單位之一，位於中國廣東省珠海市香洲区拱北北岭村。愚园是中國實業家徐潤在清末建立的私家花園，曾用作邊防局指揮所、中學校址、塑膠廠、紙箱廠，原有的園林受到破壞；2011年，愚园的重修工程完成，此後向市民免費開放。

## 歷史
1908年至1911年（清朝宣統年間），中國實業家徐潤（別號愚齋）联合乡亲建立愚园，作為其私家花園。
中華人民共和國成立後，愚园一度用作广东人民公安厅边防局第五分局指挥所；1952年，中國和葡萄牙發生邊界衝突關閘事件，兩國於8月22日在此進行谈判。後來，愚园改用作珠海市前山中學的校址。愚园在文化大革命受到严重破壞，園內建築被毀。到了1972年2月，前山中學迁出，愚园转让予珠海县第二轻工业局，先後被改為塑胶厂和纸箱厂。
愚园在1986年列入珠海市文物保护单位。但是，當時的愚园仍用作纸箱厂，本來的园林一片荒芜，遍地都是野草和垃圾；大部分园林建筑已改建，原有的植物、文物都蕩然無存；園林圍牆被拆掉一角，作為居民出入的捷徑。直至1990年代末，珠海市政府為加强文物保护，斥资百万多元人民币，將纸箱厂迁出愚园。後來，愚园管理機構「愚园1911」成立，董事长陈远坤租下愚园地块，投资逾一千万元人民币，以「修旧如旧」原則重修愚园，修复园林部分，重建多項設施；重修工程在2011年完成，此後向市民免费开放，成为珠海观光景点。
重修後的愚园設有休闲文化广场，該處建設了岭南风格建筑群，並設有美食文化广场。

## 設計
愚园佔地两万平方米，园内設有荷花池、华表、古桥、凉亭、祠堂、石牌坊、玻璃楼、池塘、假山、曲径等建築，名木茂盛。愚园採取苏州古典园林風格，設計上仿效上海豫園，但兩者差異頗大。